# فرنسيسكو يوريكو دا سيلفا
فرنسيسكو يوريكو دا سيلفا هو سياسي برازيلي، ولد في 12 سبتمبر 1962 في بريزيدينت برودينت في البرازيل. انتخب federal deputy of Pernambuco ‏ خلال فترته النيابية ‏ (1 فبراير 2019 – ) وانتخب عضو مجلس النواب البرازيلي ‏ خلال فترته النيابية ‏.